# マルコス・カイセド
マルコス・ジャクソン・カイセド・カイセド（Marcos Jackson Caicedo Caicedo, 1991年11月10日 - ）は、エクアドル・グアヤキル出身の同国代表サッカー選手。グアヤキル・シティFC所属。ポジションはFW（左ウィング）。

## クラブ歴
2007年にCSエメレクのトップチームで初出場。2012年にCDエル・ナシオナルに期限付き移籍した後、エメレクに復帰した。
2014年にクラブ・レオンに移籍。2015年7月26日にドラドス・デ・シナロアにワルテル・アジョビ、セグンド・カスティージョ、クリスティアン・スアレスとともに彼は期限付き移籍で加入。2016年にCDミネロス・デ・サカテカス、バルセロナSCに期限付き移籍した。
2017年7月より、バルセロナSCへ完全移籍。3年半の在籍で公式戦100試合以上に出場した。
2020年1月16日にLDUキトへ移籍。シーズン公式戦30試合以上に出場するが無得点に終わった。2021年シーズンはパブロ・レペット監督の構想から外れ、1月25日にグアヤキル・シティFCへシーズンローンとなることが発表された。

## 代表歴
2016年11月10日に行われた2018 FIFAワールドカップ・南米予選のウルグアイ戦でエクアドル代表として初出場。2017年2月22日に行われたホンジュラスとの親善試合で初得点。

## 人物
弟のワルベルト・カイセドもサッカー選手。

## 個人成績
2018年4月20日現在
代表での得点一覧
| No | 日附          | 場所                                           | 対戦相手     | 得点 | 結果 | 大会     |
| -- | ------------- | ---------------------------------------------- | ------------ | ---- | ---- | -------- |
| 1. | 2017年2月22日 | グアヤキル・エスタディオ・ジョージ・カプウェル | ホンジュラス | 1–1  | 3–1  | 親善試合 |